# Yassine Azzouz
Pour les articles homonymes, voir Azzouz.
Yassine Azzouz est un acteur, scénariste et réalisateur français né le 24 mars 1984 à Nanterre dans les Hauts-de-Seine.

## Biographie
Né à Nanterre, la famille déménage en banlieue parisienne quand il a cinq ans. Il grandit dans un quartier résidentiel d’Ermont. Au lycée, il joue et réalise des petits films avec des copains du quartier. 
Passionné par le cinéma, il arrête ses études d’informatique pour suivre l’enseignement du cours Florent où il reste trois ans. Remarqué par la cellule casting du cours, il passe des essais et se voit engagé sur Djihad! une production originale pour Canal+, réalisée par Félix Olivier, en 2006. Il enchaîne ensuite les apparitions dans des séries télévisées telles que Central Nuit, Gossip Girl ou Deux flics sur les docks.
En 2011, il tient l'un des rôles principaux du film de Laurent Bouhnik, Q. Parallèlement, il écrit Box Office, un court-métrage dont il confie la réalisation à David Hadjadj. 
Son premier grand rôle lui est offert par Philippe Faucon, pour le film La Désintégration, présenté à la Mostra de Venise. Il interprète un homme charismatique et doctrinal qui devient le mentor de trois jeunes de quartier afin de les pousser à un Islam radical, pour commettre un attentat suicide au siège de l'OTAN à Bruxelles.
En 2014, le court-métrage Guru qu’il écrit et réalise avec Jonathan Kluger est présenté au marché du film du Festival de Cannes. En 2016, il fait partie de la distribution du premier long-métrage d’Hamé et Ekoué, Les Derniers Parisiens, aux côtés de Slimane Dazi, Reda Kateb et Mélanie Laurent.

## Filmographie

### Cinéma

#### Longs métrages
- 2011 : Q de Laurent Bouhnik : Djamel
- 2012 : La Désintégration de Philippe Faucon : Djamel
- 2014 : La nuit je m’ennuie de Jonathan Kluger : Pierre
- 2016 : Les Derniers Parisiens d’Hamé et Ekoué : Diomède
- 2021 : Redemption Day de Hicham Hajji : Amir Jaddid

#### Courts métrages
- 2007 : Colisée de Yassine Azzouz : Curtis
- 2008 : Le Boucher d’Amar Chebib : Hustler
- 2009 : Vanity Part de Jonathan Kluger : Demon
- 2011 : En héritage de Reda Mustafa : le gérant
- 2011 : Box office de David Hadjadj
- 2011 : Ça promet ! de Christophe Garnier : Mohamed
- 2014 : Guru de Jonathan Kluger et Yassine Azzouz : Franck Louis

### Télévision

#### Téléfilms
- 2006 : Djihad! de Félix Olivier : El Khadiri
- 2011 : De l'encre d’Hamé et Ekoué : Diomède

#### Séries télévisées
- 2009 : Central Nuit, épisodes Petits et grands voyous et La dérive de Félix Olivier : un gardien de la paix
- 2010 : Gossip Girl, épisode 1, saison 4, Belle de jour de Mark Piznarski : un beau mec
- 2011 : Deux flics sur les docks, épisode Lignes blanches d’Edwin Baily : Sam
- 2013 : Jo, épisode Invalides de Stefan Schwartz : Momo
- 2013 : Kube : Yassine

### Réalisations
- 2007 : Colisée (court-métrage)
- 2014 : Guru (court-métrage coréalisé avec Jonathan Kluger)

### Scénarios
- 2007 : Colisée (court-métrage)
- 2009 : Vanity Part (court-métrage)
- 2014 : Guru (court-métrage)

### Clip
- 2014 : Burial de Christine, réalisé par Julien Paolini